# Eucyrtopogon spiniger
Eucyrtopogon spiniger là một loài ruồi trong họ Asilidae. Eucyrtopogon spiniger được Curran miêu tả năm 1923.